# Copaxa expandens
Copaxa expandens är en fjärilsart som beskrevs av Walker 1855. Copaxa expandens ingår i släktet Copaxa och familjen påfågelsspinnare. Inga underarter finns listade i Catalogue of Life.